# 奥特陶洛
奥特陶洛，是匈牙利托尔瑙州所辖的一个村。总面积20.64平方公里，总人口869，人口密度42.1人/平方公里（2011年1月1日）。